# Frederick Gale
Frederick "Fred" Gale, né le 16 juillet 1823 et mort le 24 avril 1904, est un joueur de cricket anglais de première classe dans deux matches en 1845, l'un pour le Kent County Cricket Club et l'autre dans l'équipe  amateur "Gentlemen of Kent". Il était aussi un écrivain bien connu sur le cricket et d'autres sports, utilisant souvent le nom de plume "Old Buffer".

## Biographie
Frederick Gale est né à Woodborough dans le  Wiltshire et est mort à l’hospice de la chartreuse de Londres.